# Joan de Grau i Ribó
Joan de Grau i Ribó va ser un noble baró de Toloriu (El Pont de Bar, Alt Urgell), conegut per ser un dels primers conquistadors que va arribar a Tenochtitlán al costat d'Hernán Cortés. Es va casar amb una de les filles de Moctezuma II de nom Xipaguazin Moctezuma.

## Genealogia dels Grau
La saga dels Grau (inicialment escrit Guerau) té el seu origen a la Catalunya Nord. Guillem de Guerau era el senyor de la casa a Borguja pels anys 1190 i es va casar amb Joana de Queralt, matrimoni els fills del qual, Guillem, Martí i Bernat, van anar a la conquesta de València a les ordres del comte de Barcelona Jaume I entre els anys 1232 i 1238.
Cinc generacions dels Grau més tard, Joan Pere de Guerau va participar des de 1336 en la conquesta de València per al rei Pere el Cerimoniós. En agraïment va rebre el castell de Tahus (al sud-oest de la Seu d'Urgell sobre el riu Talarm), tal com assenyala un pergamí custodiat a l'arxiu de la Corona d'Aragó.

## L'aventura mexicana
Joan de Grau, baró de Toloriu, va participar en la conquesta de Mèxic com a capità de les forces de Ferran el Catòlic, sota el comandament d'Hernán Cortés. Conforme al que era freqüent entre els conquistadors de l'època, Joan es va casar o va conviure amb Xipaguazin Moctezuma, filla de l'emperador que en cristianitzar-se va prendre el nom de Maria.
Maria Xipaguazin Moctezuma i Joan de Grau van viure en al castell de Toloriu i van fer estades a la casa Bima, una casa de camp propera a l'antic camí del Querforadat a Martinet, passant per Béixec, i on suposadament hi ha enterrat un tresor de Moctezuma suposadament portat de Mèxic per la família i que ha donat lloc a una infinitat d'especulacions. Hi ha dubtes sobre la naturalesa de la seva relació, perquè segons consta oficialment Maria va morir soltera a Toloriu el 10 de gener de 1537. Xipaguazin i Joan van tenir un fill: Joan Pere de Grau-Moctezuma, baró de Toloriu, batejat el 17 de maig de 1536 a la parròquia de Sant Jaume de Toloriu.

## Els descendents de Grau i Moctezuma
Joan Pere va reclamar els títols, terres i béns del seu avi, però la contrapartida exigida va ser sempre el renunciament als seus drets de la corona de Mèxic, pel qual va romandre al castell de Toloriu amb els seus partidaris i algun indi que va acompanyar a la seva mare en la nova vida a Catalunya. Joan Pere es va casar amb Clara d'Albors, natural de Sant Pere de Lles davant del Notari Real de la Seu d'Urgell, Bartolomé Aragall, el 26 de gener de 1563. El fill d'aquests, Antoni Joan Jaume de Grau-Moctezuma, baró de Toloriu (batejat en la parròquia de Sant Jaume de Toloriu el 21 de setembre de 1570) es va emmullerar amb una cosina seva Maria de Grau, amb la qual va tenir tres fills. Un d'aquests, Jaume, es va unir amb els Grau d'Aragó, coneguts com a Gállego-Grau.
La llegenda del tresor de Moctezuma II, en aquesta versió catalana, ha donat lloc a recurrents reivindicacions de drets d'heretatge que han arribat fins als nostres dies.